# Andy Andy
 (avril 2018).
Si vous disposez d'ouvrages ou d'articles de référence ou si vous connaissez des sites web de qualité traitant du thème abordé ici, merci de compléter l'article en donnant les références utiles à sa vérifiabilité et en les liant à la section « Notes et références ».
Angel Villalona alias Andy Andy (né à Azua de Compostela en République dominicaine) est un musicien et un chanteur dominicain.

## Biographie
Il commence sa carrière musicale dans le style musical du merengue avec lequel il rompt pour s'orienter vers le style de bachata. Son premier album s'intitule : Aquí Conmigo, 2002. son second, Necesito Un Amor sortira en 2003 avec des titres, Voy A Tener, Que Olividarte et Necesito Un Amor. Son dernier album connu, s'intitule Ironia, 2005. avec des morceaux tels, Que Ironia, qui allie trois style différents : bachata, reggaeton, et Ballades et un second morceau qui s'intitule, A Quien Le Importa dans un style de bachata et de ballade et une autre version reggaeton avec Angel & Khriz.

## Récompense
Andy Andy est reconnu pour sa musique au sein des communautés hispaniques. En effet, en 2003, avec le titre Aqui Conmigo, il est récompensé meilleur artiste tropical de salsa (New Artist Tropical Salsa Air Play Track of the Year au Billboard. Le gouverneur de l'État de New York proclame également Andy Andy comme chanteur de haute valeur morale pour les messages diffusés dans les paroles de ses chansons considérées comme de haute valeur morale pour la jeunesse latino des États-Unis.

## Discographie
- Ironia (2005)
- Que Ironia
- A Quien Le Importa
- Mala Suerte En El Amor
- Para No Verte
- Voy A Quererla
- Llego Tu Hora
- Me Extranaras
- Te Quiero Tanto
- Sentado En El Muelle De La Bahia
- Asi Es El Amor
- Mentia
- Que Ironia - (Balada Version)
- A Quien Le Importa - (Balada Version)
- Que Ironia - (Reggaeton Version)
- Tu Me Haces Falta (2007)
- Mi Música ... Dos Tiempos (2008)
- Placer y Castigo (2009)
- El Cariño Es Côme Una Flor (2012)
- Es Mejor Decir Adios (2014)
- Vive Tu Vida (2015)